# Yarmouth 33
Yarmouth 33 est une réserve amérindienne de la nation Micmac située dans la province de la Nouvelle-Écosse.

## Peuplement
La réserve compte 155 habitants en 2016.